# Rue Saint-François (Lille)
Pour les articles homonymes, voir Rue Saint-François.
La rue Saint-François est une rue de Lille, dans le Nord, en France. 

## Situation et accès
Il s'agit de l'une des rues du quartier du Vieux-Lille qui relie la rue de Thionville à la rue des Pénitentes

## Origine du nom
Son nom est lié au couvent Saint-François créé en 1677 à proximité.

## Historique
La rue est située sur le territoire de l’agrandissement de la ville de 1617 à 1622 au sud-ouest de la ville englobant les terrains de l’ancien château de Courtrai et de ses dépendances. Cette rue située près du rempart construit à cette époque, qui était à l’emplacement de l’actuelle rue du Pont-Neuf, est l’une des dernières ouvertes dans cet espace vers 1650  peu avant l’agrandissement suivant de 1670 qui suit la prise de Lille par Louis XIV.

## Description
La rue Saint-François est une voie secondaire étroite pavée, légèrement sinueuse,  bordée de quelques maisons remarquables du milieu du XVIIe siècle et d’une majorité de maisons du XIXe siècle.

## Bâtiments remarquables et lieux de mémoire
- Maisons d’architecture rouges barres au numéro  12 [1] et  au numéro 14 [2]
- Maison à l’angle de la rue des Pénitentes de style lillois à arcures

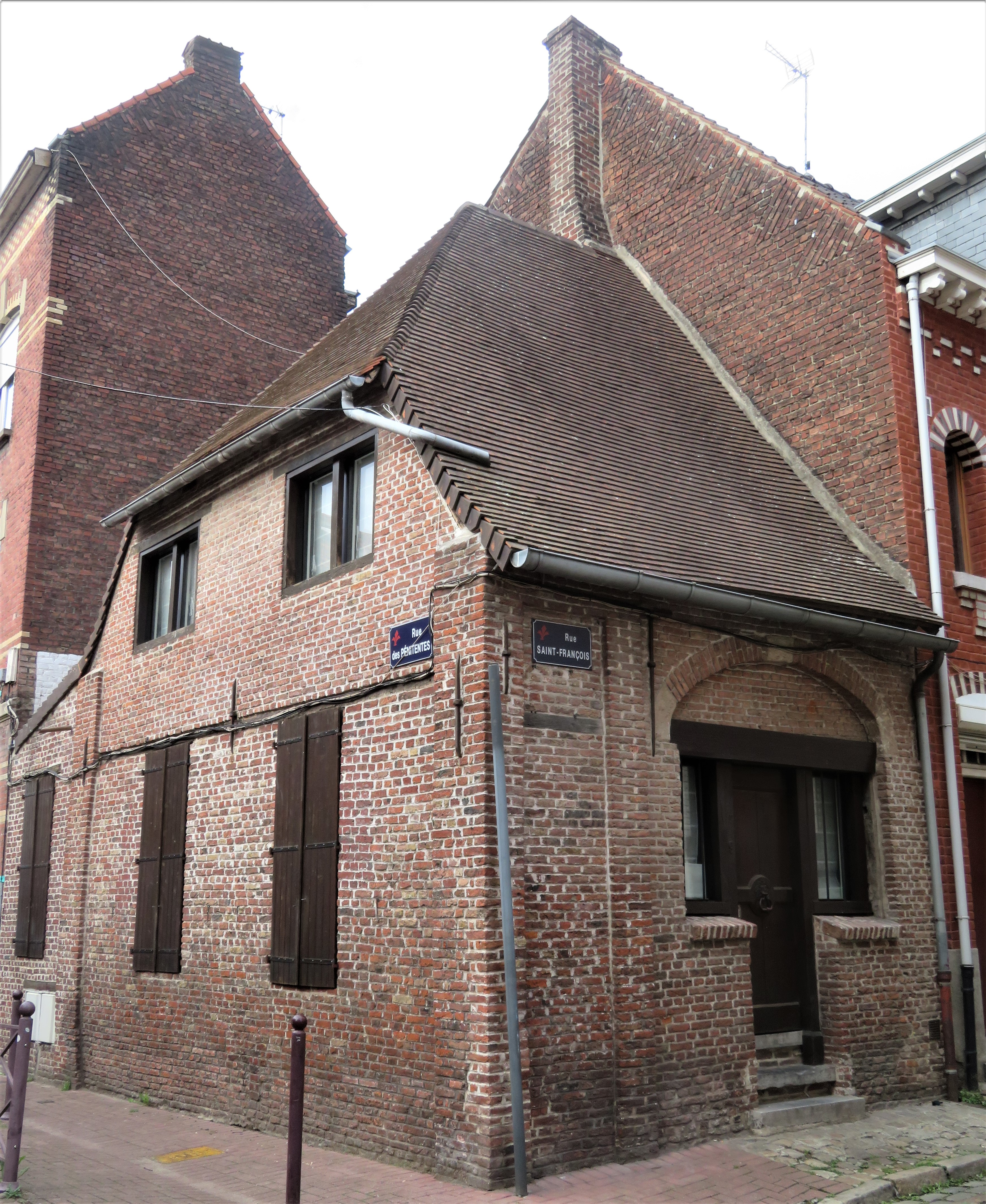
Angle rue des Pénitentes
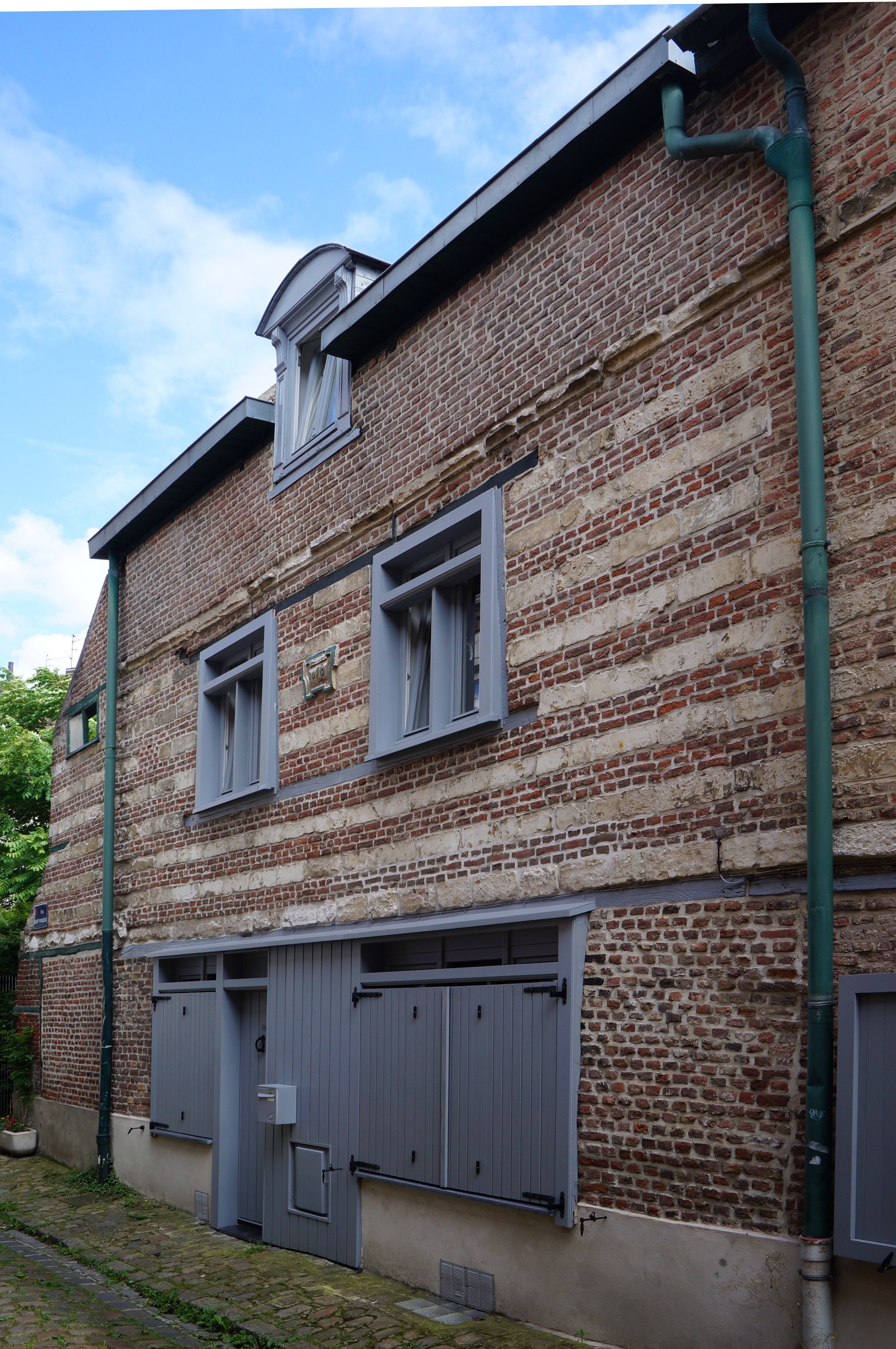
Maison rouges barres 14 rue St François
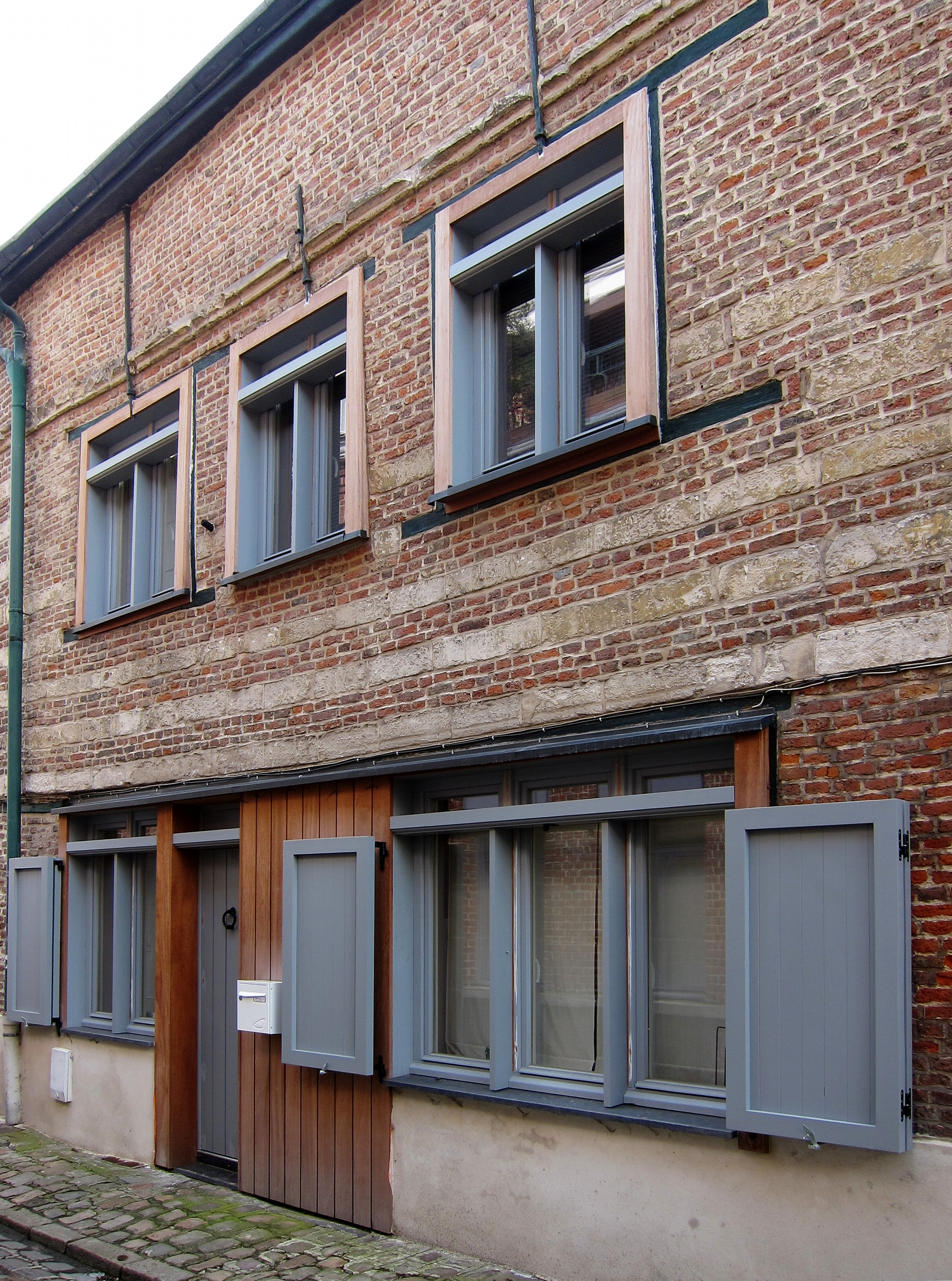
12 rue st francois